# بخش‌های پنجاب (پاکستان)
پنجاب (پاکستان) یکی از استان‌ها در پاکستان است. این استان پرجمعیت‌ترین و از نظر مساحت دومین استان بزرگ پاکستان است. در این استان ۳۶ بخش وجود دارد. بزرگترین شهرهای این استان عبارتند از فیصل‌آباد، راولپندی، گوجرانواله، سرگودها، مولتان، سیالکوت، بهاولپور، پاکستان، گجرات, شیخوپوره، پاکستان، جهلم و ساهیوال، پاکستان.

## فهرست بخش‌ها
| Map | Sr. No.            | بخش                     | مرکز   | مساحت (km²) | جمعیت (1998) | جمعیت (۲۰۱۷) | چگالی (نفر/km²) |
| --- | ------------------ | ----------------------- | ------ | ----------- | ------------ | ------------ | --------------- |
|     |                    |                         |        |             |              |              |                 |
| ۱   | بخش اتک            | اتک                     | ۶٬۸۵۸  | ۱٬۲۷۴٬۹۳۵   | ۱٬۸۸۳٬۵۵۶    | ۱۸۶          |                 |
| ۲   | بخش بهاولنگر       | بهاولنگر، پاکستان       | ۸٬۸۷۸  | ۲٬۰۶۱٬۴۴۷   | ۲٬۹۸۱٬۹۱۹    | ۲۳۲          |                 |
| ۳   | بخش بهاول‌پور       | بهاولپور، پاکستان       | ۲۴٬۸۳۰ | ۲٬۴۳۳٬۰۹۱   | ۳٬۶۶۸٬۱۰۶    | ۹۸           |                 |
| ۴   | بخش بهکر           | بهکر                    | ۸٬۱۵۳  | ۱٬۰۵۱٬۴۵۶   | ۱٬۶۵۰٬۵۱۸    | ۱۲۹          |                 |
| ۵   | بخش چکوال          | چکوال، پاکستان          | ۶٬۵۲۴  | ۱٬۰۸۳٬۷۲۵   | ۱٬۴۹۵٬۹۸۲    | ۱۶۶          |                 |
| ۶   | بخش چنیوت          | چنیوت، پاکستان          |        | ۹۶۵٬۱۲۴     | ۱٬۳۶۹٬۷۴۰    |              |                 |
| ۷   | بخش دیره غازی خان  | دیر غازی‌خان، پاکستان    | ۱۱٬۹۲۲ | ۲٬۶۴۳٬۱۱۸   | ۲٬۸۷۲٬۲۰۱    | ۲۳۸          |                 |
| ۸   | بخش فیصل آباد      | فیصل‌آباد                | ۵٬۸۵۶  | ۵٬۴۲۹٬۵۴۷   | ۷٬۸۷۳٬۹۱۰    | ۹۲۷          |                 |
| ۹   | بخش گوجرانوالا     | گوجرانواله              | ۳٬۶۲۲  | ۳٬۴۰۰٬۹۴۰   | ۵٬۰۱۴٬۱۹۶    | ۹۳۹          |                 |
| ۱۰  | بخش گجرات          | گجرات (شهر)             | ۳٬۱۹۲  | ۲٬۰۴۸٬۰۰۸   | ۲٬۷۵۶٬۱۱۰    | ۶۴۲          |                 |
| ۱۱  | بخش حافظ آباد      | حافظ‌آباد (شهر)          | ۲٬۳۶۷  | ۸۳۲٬۹۸۰     | ۱٬۱۵۶٬۹۵۷    | ۳۵۲          |                 |
| ۱۲  | بخش جهنگ           | جهنگ، پاکستان           | ۸٬۸۰۹  | ۲٬۸۳۴٬۵۴۶   | ۲٬۷۴۳٬۴۱۶    | ۳۲۲          |                 |
| ۱۳  | بخش جهلم           | جهلم (شهر)              | ۳٬۵۸۷  | ۹۳۶٬۹۵۷     | ۱٬۲۲۲٬۶۳۳    | ۲۶۱          |                 |
| ۱۴  | بخش قصور           | قصور، پاکستان           | ۴٬۷۹۶  | ۱٬۴۶۶٬۰۰۰   | ۳٬۴۵۴٬۹۹۶    | ۵۹۵          |                 |
| ۱۵  | بخش خانیوال        | خانیوال، پاکستان        | ۴٬۳۴۹  | ۲٬۰۶۸٬۴۹۰   | ۲٬۹۲۱٬۹۸۶    | ۴۷۶          |                 |
| ۱۶  | بخش خوشاب          | خوشاب، پاکستان          | ۶٬۵۱۱  | ۱٬۲۰۵٬۴۶۰   | ۱٬۲۸۱٬۲۹۹    | ۱۸۵          |                 |
| ۱۷  | بخش لاهور          | لاهور                   | ۱٬۷۷۲  | ۶٬۳۱۸٬۷۴۵   | ۱۱٬۱۲۶٬۲۸۵   | ۳٬۵۶۶        |                 |
| ۱۸  | بخش لیه            | لیه                     | ۶٬۲۹۱  | ۱٬۱۲۰٬۹۵۱   | ۱٬۸۲۴٬۲۳۰    | ۱۷۸          |                 |
| ۱۹  | بخش لودهران        | لودهران، پاکستان        | ۲٬۷۷۸  | ۱٬۱۷۱٬۸۰۰   | ۱٬۷۰۰٬۶۲۰    | ۴۲۲          |                 |
| ۲۰  | بخش مندی بهاءالدین | مندی بهاءالدین، پاکستان | ۲٬۶۷۳  | ۱٬۱۶۰٬۵۵۲   | ۱٬۵۹۳٬۲۹۲    | ۴۳۴          |                 |
| ۲۱  | بخش میانوالی       | میانوالی                | ۵٬۸۴۰  | ۱٬۰۵۶٬۶۲۰   | ۱٬۵۴۶٬۰۹۴    | ۱۸۱          |                 |
| ۲۲  | بخش ملتان          | مولتان                  | ۳٬۷۲۰  | ۳٬۱۱۶٬۸۵۱   | ۴٬۷۴۵٬۱۰۹    | ۸۳۸          |                 |
| ۲۳  | بخش مظفرگره        | مظفر گره، پاکستان       | ۸٬۲۴۹  | ۲٬۶۳۵٬۹۰۳   | ۴٬۳۲۲٬۰۰۹    | ۳۲۰          |                 |
| ۲۴  | بخش نارووال        | نارووال                 | ۲٬۳۳۷  | ۱٬۲۶۵٬۰۹۷   | ۱٬۷۰۹٬۷۵۷    | ۵۴۱          |                 |
| ۲۵  | بخش ننکانه صاحب    | ننکانه صاحب             | ۲٬۹۶۰  | ۱٬۰۴۴٬۸۶۵   | ۱٬۳۵۶٬۳۷۴    |              |                 |
| ۲۶  | بخش اوکارا         | اوکارا، پاکستان         | ۳٬۰۰۴  | ۲٬۲۳۲٬۹۹۲   | ۳٬۰۳۹٬۱۳۹    | ۵۱۰          |                 |
| ۲۷  | بخش پاکپتن         | پاکپتن، پاکستان         | ۲٬۷۲۴  | ۱٬۲۸۶٬۶۸۰   | ۱٬۸۲۳٬۶۸۷    | ۴۷۲          |                 |
| ۲۸  | بخش رحیم‌یارخان     | رحیم‌یارخان، پاکستان     | ۱۱٬۸۸۰ | ۳٬۱۴۱٬۰۵۳   | ۴٬۸۱۴٬۰۰۶    | ۲۶۴          |                 |
| ۲۹  | بخش راجن‌پور        | راجن‌پور                 | ۱۲٬۳۱۹ | ۱٬۱۰۳٬۶۱۸   | ۱٬۹۹۵٬۹۵۸    | ۹۰           |                 |
| ۳۰  | بخش راولپندی       | راولپندی                | ۵٬۲۸۶  | ۳٬۳۶۳٬۹۱۱   | ۵٬۴۰۵٬۶۳۳    | ۶۳۶          |                 |
| ۳۱  | بخش ساهیوال        | ساهیوال، پاکستان        | ۳٬۲۰۱  | ۱٬۸۴۳٬۱۹۴   | ۲٬۵۱۷٬۵۶۰    | ۵۷۶          |                 |
| ۳۲  | بخش سرگودها        | سرگودها                 | ۵٬۸۵۴  | ۲٬۶۶۵٬۹۷۹   | ۳٬۷۰۳٬۵۸۸    | ۴۵۵          |                 |
| ۳۳  | بخش شیخوپوره       | شیخوپوره، پاکستان       | ۱۵٬۹۶۰ | ۲٬۳۲۱٬۰۲۹   | ۳٬۴۶۰٬۴۲۶    | ۵۵۷          |                 |
| ۳۴  | بخش سیالکوت        | سیالکوت                 | ۳٬۰۱۶  | ۱٬۶۸۸٬۸۲۳   | ۳٬۸۹۳٬۶۷۲    | ۹۰۳          |                 |
| ۳۵  | بخش توبه تک سینگ   | توبه تک سینگ            | ۳٬۲۵۲  | ۱٬۶۲۱٬۵۹۳   | ۲٬۱۹۰٬۰۱۵    | ۴۹۹          |                 |
| ۳۶  | بخش وهاری          | وهاری، پاکستان          | ۴٬۳۶۴  | ۲٬۰۹۰٬۴۱۶   | ۲٬۸۹۷٬۴۴۶    | ۴۷۹          |                 |